# Limnophora albimanus
Limnophora albimanus är en tvåvingeart som beskrevs av Shinonaga 2005. Limnophora albimanus ingår i släktet Limnophora och familjen husflugor. Inga underarter finns listade i Catalogue of Life.